# 이승경 (1290년)
이승경(李承慶, 1290년 ∼ 1360년)은 고려시대 후기의 문신으로 자는 중선(仲善)이다. 원나라로 유학하여 문과 을과에 급제하여 태자첨사가 되었고, 요양성 참지성사로 승진하였으며 원나라 조정에서 및 그의 부 이천년과 조부 이장경(李長庚)에게 특별히 농서군공에 추봉하였다. 공민왕 때, 문하시량평장사가 되었고, 1359년 홍건적이 침입하자 도원수가 되어 적을 물리치고, 서경을 회복하여 충근경절협모위원공신이 되었다. 이조년은 그의 숙부였고, 이인임, 이인복, 이인민, 이인립의 5촌 당숙이다.

## 생애
원나라에 들어가 올과(乙科)에 급제하여 태자첨사(太子詹事)가 되었고, 어사(御使)를 제수받아 결단성 있게 일을 처리해 요양성 참지정사(遼陽省參知政事)로 승진, 많은 공적을 쌓았으므로 원나라 조정(朝廷)에서 그의 아버지 천년(千年)과 조부(祖父) 장경(長庚)에게 농서군공(隴西郡公)에 추봉(追封)하였다. 공민왕 6년(1357년) 모친상을 당해 귀국, 이듬해 원(元)나라에서 요양성사(遼陽省事) 탑해첩목귀(塔海帖木鬼)를 보내어 불렀으나 가지 않았다. 이에 공민왕은 문하시랑 평장사(門下侍郎平章事)로 임명하였으며, 1359년 홍건적(紅巾賊)이 침범하자 도원수(都元帥)로 나가 서경(西京)을 회복하였으나 부하 장수들이 홍건적을 힘껏 쳐부수지 않았음을 분하게 여겨 음식을 폐한 끝에 병을 얻고 집에 돌아와서는 만사를 돌보지 않았다. 공민왕은 여러 재상들과 더불어 그의 노고를 칭찬하여 충근경절협모위원공신(忠勤勁節協謀威遠功臣)에 책록하였다. 사후 경상북도 성주(星州)의 안산서원(安山書院), 옥천의 보덕사(報德祠)에 제향되었다.

## 가족
- 증조할아버지 : 이득희(李得禧)
- 할아버지 : 이장경(李長庚)
- 큰아버지 : 이백년
  - 재종손 : 이숭인
- 아버지 : 이천년
- 숙부 : 이조년
  - 당조카 : 이인임, 이인복, 이인립, 이인민

## 같이 보기
- 홍건적
- 이인임
- 이장경
- 이조년
- 이인민
- 이인복
- 이숭인